# Stactolaema leucogrammica
Stactolaema leucogrammica är en fågel i familjen afrikanska barbetter inom ordningen hackspettartade fåglar. Den betraktas i allmänhet som underart till vitörad barbett (Stactolaema leucotis), men har getts artstatus av Birdlife International och IUCN, som kategoriserar den som livskraftig. Fågeln återfinns i Afrika i södra och centrala Tanzania.